# Piątkowo (Wiele)
Piątkowo (dodatkowa nazwa w j. kaszub. Piątkòwò; niem. Piontkowo) – osada leśna wsi Wiele w Polsce, położona w województwie pomorskim, w powiecie kościerskim, w gminie Karsin, na Równinie Charzykowskiej, w pobliżu południowego brzegu jeziora Wielewskiego, na zachód od Kalwarii Wielewskiej.
W latach 1975–1998 osada należała administracyjnie do województwa gdańskiego.